# 長粗吻海龍
長粗吻海龍（学名：[Trachyrhamphus longirostris] 错误：{{Lang}}：文本有斜体标记（帮助）），為輻鰭魚綱棘背魚目海龍魚科的其中一種，其种加词“longirostris”意为“长吻的”。分布於印度西太平洋區，包括馬達加斯加、日本、泰國、印尼、巴布亞紐幾內亞及澳洲東部等海域，棲息深度16-91公尺，體長可達40公分，棲息在泥底質的大陸棚，卵胎生。

## 外部連結
- 長粗吻海龍的圖片 （页面存档备份，存于）